# 第三会議室
『第三会議室』（だいさんかいぎしつ）は、スペースシャワーTVで放送されている音楽番組『Black File』の中の時事ネタ中心のトークコーナーである。コーナーのサブタイトルは「はしたなき座談会」。

## 概要
2004年4月からスペースシャワーで放送された音楽番組『BLOCKS』内の1コーナーとして放送を開始し、番組終了後も後続番組『Black File』内のコーナーとして2020年まで放送が行われた。
収録前に、宇多丸が時事ネタをホワイトボードに書いて準備をしており、その後、K DUB SHINEとトークを繰り広げる。収録には4、5時間をかけ、その中から2～3週間オンエアされる。また、ボードのイラストレーターとして、中川翔子やDABOが出演した回もある。
コーナー開始当初から、収録はスペースシャワー内の一室で行われているが、コーナーの好評を受け、江ノ島の海の家、CLUB CITTA'、秋葉原のメイドカフェ「ロイヤルミルク」、マイクロソフト本社（日本）ロビー、バンタン映画映像学院、B-BOY PARK、ロフトプラスワン、リクルートビル、武蔵大学、リキッド・ロフト、早稲田大学での公開収録も行われていた。

## その他
- 過去の第三会議室は、SPACE SHOWER Digital Archives X及び、Black File公式サイト内のアーカイブで公開されていたが、2008年4月より公開が1年が経過したアーカイブは削除が始まっている。
- 基本的にK DUBがボケまくり、宇多丸がさめた突込みをする。そのためかこの番組をみて毎回社会的なことなどをリリックにして叩き出しているK DUB SHINEのイメージが変わってしまった人もいるらしい。
- 宇多丸の持っている指し棒の先端は大便をディフォルメした形をしているが、これはBLOCKS時代に視聴者からのプレゼントとしてもらったもの。スタッフが誤って忘れてきてしまった事があり、これがないとやる気が出ないらしい。
- 基本的にK DUB SHINEは保守的思想を、宇多丸はリベラル的思想を持っていると思われる。そのため、靖国神社参拝問題等は一時間近くも議論されることがある。（ただしオチに繋がらない真面目な話は「二人が熱くなってしまったので割愛」とカットされてしまう傾向にある）また田母神論文問題では番組が始まる前に議論が起こった。
- 子役として活躍する海鋒拓也がゲスト出演した。彼の出演は特番恒例となっている。
- 二人で月刊誌サイゾーで連載を担当していた時期があった。
- 早稲田大学の学園祭で行われた公開録画"第三会議室＠早稲田祭"では同日に別のイベントに出演していたYOU THE ROCK★が乱入し、3人での放送となった。
- 横山美雪は、自身のPodcast番組である「FLOOR net podcast ちょっとエッチなクラブ学 横山美雪のこんなの初めてっ!」のゲストにK DUB SHINEを迎えた際、当番組を捩った「第三猥議室」を行っている（2010年12月24日、2011年1月28日放送分）。「第三会議室」から特別に許可を得た上で収録が行われており、内容もエロニュースを本家同様の形式で取り上げるというものであった。2011年12月20日、12月30日、2012年1月27日放送分でもK DUB SHINEを迎えて「第三猥議室」を行った。

## 出演者
- 宇多丸 (Rhymester)
- K DUB SHINE

### ゲスト
- 荏開津広
- 中川翔子
- 海鋒拓也（子役）
- 小明
- DJ OASIS
- DABO
- ANI（スチャダラパー）
- 三浦大知
- 藤田晋（サイバーエージェント代表取締役社長）
- ダースレイダー
- YOU THE ROCK★
- サイプレス上野
- DJ KAORI
- COMA-CHI
- ZEEBRA
- Mummy-D